# Coit Tower

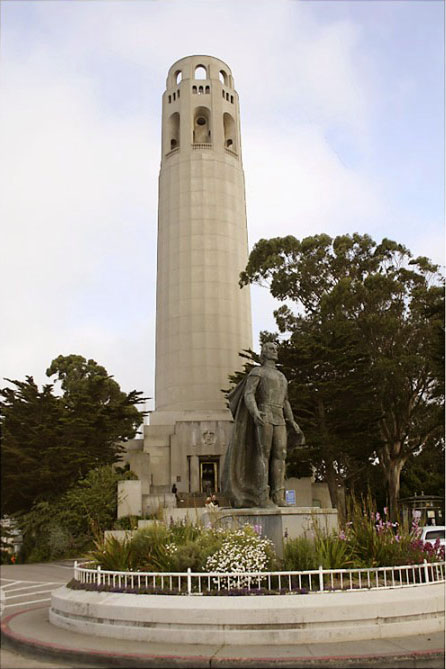
Coit Tower

Coit Tower är ett vitt utsiktstorn på kullen Telegraph Hill i nordöstra San Francisco. Det invigdes 1933 och är 64 meter högt.
Coit Tower är ett exempel på art deco och arkitekten var Arthur Brown Jr. Tornet innehåller flera muralmålningar.
Coit Tower kunde byggas efter att staden San Francisco fått ett arv från Lillie Hitchcock Coit avsett att försköna staden.